# Piętnówka kapustnica
Piętnówka kapustnica (Mamestra brassicae) – gatunek motyla z rodziny sówkowatych i podrodziny piętnówek.
Motyl o rozpiętości skrzydeł od 37 do 45 mm lub 50 mm. Przednie skrzydła ma ciemnobrązowe z ciemniejszymi kropkami i lśniącobiałymi plamkami i kreskami. Ich przepaska falista jest żółtobiała, plamka nerkowata jasno obwiedziona, a przepaski zewnętrzna i wewnętrzna ciemne. Barwa tylnych skrzydeł jest ciemnoszarobrązowa, jaśniejsza u nasady. Pierwsza para odnóży ma goleń i stopę tej samej długości.
Gąsienica jest najpierw zielona, potem brązowa z pomarańczowymi pasami po bokach ciała. Żeruje m.in. na kapuście.
Piętnówka ta występuje w Europie oraz w Azji od Indii po Japonię.